# Кючук-Кайнарджийский мир
Кючу́к-Кайнарджи́йский мир (тур. Küçük Kaynarca Antlaşması) — мирный договор между Российской и Османской империями, заключённый 10 (21) июля 1774 года «в лагере при деревне Кючук-Кайнарджи» (ныне Болгария); завершил русско-турецкую войну 1768—1774 годов в пользу императрицы Екатерины II. Условия мира были благоприятны для России; договор прекратил действовать вследствие начала русско-турецкой войны 1787–1791 гг.; заменён Ясским миром 1791 (1792) г.

## Значение договора и последствия
Договором подтверждались некоторые территориальные завоевания России, достигнутые в ходе войны: России отошли город Азов, степные земли между Южным Бугом и Днепром (восточный Едисан), включая крепость Кинбурн. Договор отменял все предыдущие договоры между Петербургом и Константинополем, кроме Константинопольского договора 1700 года. Признана на вечные времена независимость Крымского ханства и невмешательство в его дела как России, так и Турции, а также переход во владение России города Керчи и близлежащей крепости Ени-Кале, что повторяет условия Карасубазарского мирного договора 1772 года между Российской империей и Крымским ханством. Русским кораблям разрешался свободный проход по Босфору и Дарданеллам, а также по р. Дунай. Русская армия оставила занятые в ходе войны территории Бессарабии, Княжества Валахии и Молдавского княжества, которые были возвращены в состав Османской империи.
Договор был дополнен в 1779 году Айналы-Кавакской конвенцией, объявленной частью Кючук-Кайнарджийского договора; в этой конвенции была подтверждена независимость Крымского ханства и вывод российских войск с его территории.
В 1783 году статьи договоров, касающиеся независимости Крыма, были аннулированы — Крымское ханство было присоединено к Российской империи; 28 декабря 1783 года Россия и Турция подписали «Акт о мире, торговле и границах обоих государств», которым отменялась статья (артикул) 3 Кючук-Кайнарджийского мирного договора о независимости Крымского ханства.

### Значение
Договор ознаменовал веху, после которой началось постепенное ослабление Османской империи и одновременно с этим возрастание влияния России на Балканском полуострове.
С 1774 года начался процесс присоединения к Российской империи территории Северного Причерноморья, Кубани и причерноморских областей Грузии, завершившийся в 1810-х годах с присоединением Бессарабии и завоеванием западной Грузии.
Османская империя затягивала ратификацию договора, стараясь добиться пересмотра условий, касающихся в первую очередь Молдавии и Мунтении. В этом её поддерживали европейские державы, обеспокоенные усилением влияния России в дунайских княжествах.
В результате подписания Кючук-Кайнарджийского мирного договора усилилось национально-освободительное движение населения дунайских княжеств. Последовал ряд обращений от властей княжеств к России с призывами о контроле России за выполнением Османской империей взятых на себя обязательств и о поддержке их стремления к расширению автономии.

### Условия мира
- Провозглашена независимость Крымского ханства (ногайцев и др. народов) как от Османской империи (при сохранении их в ве́дении султана по делам вероисповедания), так и от России; и тем самым, Едисанская ногайская орда, Джембойлукская и Едишкульские орды получили независимость[5].

- Английский посланник в Петербурге Роберт Ганнинг в сентябре 1774 года доносил государственному секретарю Северного департамента графу Говарду, что крымские татары отказались принять независимость по заключённому мирному договору и отправили в Константинополь депутацию с уверением в своей решимости оставаться с Портой так же, как было и до сего времени; посланник предполагал, что тем несомненно было нанесено оскорбление императрице;

- Россия передаёт «татарской нации» города и земли, отвоёванные ею в Крыму и на Кубани, а также земли между Южным Бугом и Днестром до польской границы и территорию, ограниченную, с одной стороны, реками Бердою и Конскими водами и, с другой стороны, Днепром;
- Россия присоединяет первые земли в Крыму — город Керчь и крепость Еникале, удерживая за собой ранее завоёванные форпосты на Чёрном море — Азов и Кинбурн, а также земли между Южным Бугом и Днепром[3];
- крепость Очаков и её уезд остаются во владении Турции;
- русские торговые корабли в турецких водах получают те же привилегии, что и французские и английские;
- за Россией признаётся право защиты и покровительства христиан в Дунайских княжествах;
- Россия получает право иметь свой флот на Чёрном море и право прохода через проливы Босфор и Дарданеллы.
- Турция обязывалась уплатить России 7,5 млн пиастров (4,5 млн руб.) контрибуции.
- В числе ряда прочих положений, российскому императорскому двору, по праву других держав, позволялось, воздвигнуть в районе Галата «публичную греко-российского исповедания церковь, которая всегда под протекцией оной империи министров остаться имеет и никакому притеснению или оскорблению подвержена не будет» (Арт. 14 Договора).

## Дары султана Абдул-Гамида Екатерине II по случаю заключения мира
Дары, присланные султаном Абдул-Гамидом I Екатерине II по случаю заключения Кючук-Кайнарджийского мира (парадный убор на царскую лошадь, драгоценное украшение «Перо» и др.) выставлены в экспозиции музея Оружейная палата (зал 8, витрина 53).

## Айналы-Кавакская конвенция 1779 года
Воспользовавшись ситуацией, Россия подняла вопрос о статусе Молдавского княжества, и в марте 1779 года была принята Айналы-Кавакская конвенция, объявленная частью Кючук-Кайнарджийского договора.
Эта конвенция подтверждала юридическую силу уступок со стороны Османской империи и перечисляла её обязательства перед Молдавией. В частности, княжеству были возвращены 15 сёл, присоединённых к турецким райям. Молдавские представители в Константинополе получили дипломатическую неприкосновенность. Порта обещала не покушаться на свободу христианского вероисповедания. Условия договора не могли быть отменены султаном или его преемниками.
Мирный договор предусматривал и учреждение российского консульства. Генеральное консульство в Молдавии, Мунтении и Бессарабии было учреждено в декабре 1779 года с резиденцией в Бухаресте. Однако фактически консульство начало работу только 1782 году из-за противодействия Порты и ряда западных стран. Османское руководство с целью помешать работе русского консула позволило в 1783 году открыть австрийское, а в 1786 году и прусское консульство. Однако это только способствовало усилению самостоятельности во внешней политике Молдавского княжества.
28 декабря 1783 года было подписано ещё одно соглашение между Россией и Портой, согласно которому последняя снова обязалась в точности выполнять положения Кючук-Кайнарджийского мирного договора, а также Айналы-Кавакской конвенции. Позднее был уточнён порядок назначения и смещения господарей Молдавского княжества, размер и порядок взимания дани и т. п.
Подписание Кючук-Кайнарджийского договора и последующих соглашений ослабило влияние Османской империи на Балканах и послужило расширению русско-молдавских политических связей.

## Награждение Румянцева
10 июля 1775 года императрица Екатерина II пожаловала графу П. А. Румянцеву титул-именование Задунайского, грамоту с описанием его побед, фельдмаршальский жезл, лавровый и масличный венки, украшенные алмазами, и такой же крест и звезду ордена Андрея Первозванного; подарила деревню в Белоруссии в 5 тысяч душ, 100 тысяч рублей из кабинета на построение дома, серебряный сервиз и картины для убранства комнат.